# Santamartamys
Santamartamys is een geslacht van knaagdieren uit de onderfamilie Echimyinae van de familie stekelratten (Echimyidae). De enige soort is Santamartamys rufodorsalis. De enige twee exemplaren die bekend zijn komen uit de Sierra Nevada de Santa Marta in Colombia, waar het geslacht ook naar genoemd is.
Het is een middelgrote, licht roestkleurige in bomen levende rat met rugharen van 2,0 tot 3,8 cm. De vacht is niet borstelig, zoals bij veel andere Echimyinae. De ondervacht is grijs en dicht. Tussen de oren zit een stuk lang haar. De eerste 2,5 cm van de staart worden door de rugvacht bedekt, de rest met fijne haren. De eerste helft (vanaf de rug) is bruin, de andere wit.
Het geslacht is waarschijnlijk nauw verwant aan Diplomys, waar het tot 2005 in werd geplaatst. De beide geslachten delen een groot aantal kenmerken, maar Emmons (2005) beschreef een nieuw geslacht voor D. rufodorsalis, omdat de morfologie van de tanden uniek is, terwijl ook de vacht, de plaatsing van de melkklieren en enkele schedelkenmerken bijzonder zijn.